# Ajuricaba
Ajuricaba est une ville brésilienne du nord-ouest de l'État du Rio Grande do Sul.

## Géographie
Ajuricaba se situe à une latitude de 28° 14' 20" sud et à une longitude de 53° 46' 15" ouest, à une altitude de 336 mètres.
Sa population était de 7 261 habitants au recensement de 2007. La municipalité s'étend sur 323 km2.
Elle fait partie de la microrégion d'Ijuí, dans la mésoregion du Nord-Ouest du Rio Grande do Sul.